# Cyrtosia arabica
Cyrtosia arabica är en tvåvingeart som beskrevs av Neal L. Evenhuis 2009. Cyrtosia arabica ingår i släktet Cyrtosia och familjen svävflugor. Inga underarter finns listade i Catalogue of Life.